# José Becerra
Jesus "José" Becerra (Guadalajara, 15 de abril de 1936 – 6 de agosto de 2016) foi um pugilista mexicano. Ele tornou-se campeão mundial na divisão do peso galo.
Becerra nasceu em Guadalajara, Jalisco, México, o mais jovem dos cinco filhos de uma família rica. Seus pais eram Maria Covarrubias e Jesus Becerra. Aos 12 anos, na 5ª série, José abandona a escola para trabalhar em uma loja de reparos de carros.
Becerra foi descoberto pelo treinador veterano de luta mexicana, Pancho Rosales, que desenvolveu as habilidades do jovem.
Morreu em 6 de agosto de 2016, aos 80 anos. 